# Mannheim ARENA/Maimarkt
Mannheim ARENA/Maimarkt (niem. Mannheim ARENA/Maimarkt) – przystanek kolejowy w Mannheimie, w kraju związkowym Badenia-Wirtembergia, w Niemczech. Znajduje się na linii Mannheim – Bazylea. Według DB Station&Service ma kategorię 4.
Przystanek powstał w 2011, wraz z rozbudową systemu S-Bahn Ren-Neckar, pod nazwą Mannheim Sport- und Messepark. Znajduje się tuż przy hali sportowej SAP Arena oraz terenach wystawowych. Obsługiwana jest przez pociągi S-Bahn Ren-Neckar i regionalne Deutsche Bahn. Przy stacji znajduje się pętla tramwajowa.

## Linie kolejowe
- Linia Mannheim – Bazylea

## Połączenia
| Linia | Trasa | Takt               |
| ----- | --- | ------------------ |
| RB 44 | Neu-Edingen/Friedrichsfeld – (Mannheim ARENA/Maimarkt –) Mannheim Hbf – Ludwigshafen (Rhein) – Worms – Mainz | pojedyncze pociągi |
| RB 60 | Mannheim Hbf – Mannheim ARENA/Maimarkt – Neu-Edingen/Friedrichsfeld – Weinheim (Bergstr) – Bensheim | godzinny           |
| RB 67 | Mannheim Hbf – Mannheim ARENA/Maimarkt – Neu-Edingen/Friedrichsfeld – Weinheim (Bergstr) – Bensheim – Darmstadt – Frankfurt Hbf                                                                                  | pojedyncze pociągi |
| S1    | Homburg (Saar) – Kaiserslautern – Neustadt (Weinstr) – Schifferstadt – Ludwigshafen (Rhein) – Mannheim Hbf – Mannheim ARENA/Maimarkt – Heidelberg – Eberbach – Mosbach-Neckarelz – Mosbach (Baden) – Osterburken | godzinny           |
| S2    | Kaiserslautern – Neustadt (Weinstr) – Schifferstadt – Ludwigshafen (Rhein) – Mannheim Hbf – Mannheim ARENA/Maimarkt – Heidelberg – Eberbach – Mosbach-Neckarelz – Mosbach (Baden)                                | godzinny           |
| S3    | Germersheim – Speyer – Schifferstadt – Ludwigshafen (Rhein) – Mannheim Hbf – Mannheim ARENA/Maimarkt – Heidelberg – Wiesloch-Walldorf – Bruchsal – Karlsruhe                                                     | godzinny           |
| S4    | Germersheim – Speyer – Schifferstadt – Ludwigshafen (Rhein) – Mannheim Hbf – Mannheim ARENA/Maimarkt – Heidelberg – Wiesloch-Walldorf – Bruchsal                                                                 | godzinny           |